# 南太平洋运输公司
南太平洋（英語：Southern Pacific）是美國曾存在的鐵路路線之一，於1865年以地產控股公司的名義成立，是中太平洋鐵路的一部份。鐵路沿線總長度在多年間也曾出現重大變化，1929年的總長度為13,848英里，至1994年已縮減至8,991英里。鐵路營運者為「南太平洋公司」，在併購多間小型鐵路公司後，至1900年已晉身為一間大型鐵路公司。1959年，南太平洋鐵路公司收購了中太平洋公司。
1988年8月9日，美國ICC批准營運丹佛，格蘭德河和西部鐵路的母公司「格蘭德河工業」收購南太平洋鐵路，同年10月13日接管鐵路。由於財政問題，南太平洋鐵路於1996年由聯合太平洋鐵路所收購。

## 外部連結
- Southern Pacific Historical and Technical Society （页面存档备份，存于）